# فرمیا
فرمیا (به ایتالیایی: Formia) یک کومونه در ایتالیا است که در استان لاتینا واقع شده‌است.

## خصوصیات
فرمیا ۷۳ کیلومترمربع مساحت و ۳۶٬۳۳۱ نفر جمعیت دارد و ۱۹ متر بالاتر از سطح دریا واقع شده‌است.

## خواهرخوانده
شهرهای Santeramo in Colle، فرارا، فلوری لزوبره، گراچانیتسا، بوسنی و هرزگوین، Haninge Municipality، ناپل و آرپینو خواهرخوانده‌های فرمیا هستند.